# Colluricincla boweri
Colluricincla boweri е вид птица от семейство Colluricinclidae. Видът е незастрашен.

## Разпространение
Видът е разпространен в Австралия.